# 焦善民
焦善民（1919年—2010年2月8日），男，直隶馆陶人，中华人民共和国政治人物，曾任纺织工业部副部长，国家人事局局长，劳动人事部副部长，第七届全国人大代表。